# HOPE’87
HOPE’87 – Hundreds of Original Projects for Employment – ist eine österreichische Initiative zur weltweiten Unterstützung der Jugendbeschäftigung und Jugendausbildung. HOPE’87 wurde 1987 als Antwort auf das Internationale Jugendjahr und die Empfehlungen der Generalversammlung der Vereinten Nationen (1985) gegründet.

## Mandat
„...dem globalen Problem der Jugendarbeitslosigkeit und seinen politischen, wirtschaftlichen und sozialen Konsequenzen durch finanzielle und technische Unterstützung im Rahmen direkter und indirekter Jugendausbildungs- und Jugendbeschäftigungsprogramme entgegenzuwirken, sowohl in urbanen als auch in ländlichen Gebieten; internationales Bewusstsein und Synergieeffekte durch Allianzen und insbesondere eine enge Zusammenarbeit mit den Vereinten Nationen zu erhöhen,...“

## Zielgruppe
Die Definition von ‚Jugend’ hängt vom jeweiligen kulturellen und sozialen Kontext ab. Projekte müssen an die lokalen Verhältnisse und damit an die jeweils besonderen Lebensumstände der Zielgruppe – hauptsächlich Jugendliche – angepasst werden. Nicht nur als Projektpartner sind Jugendliche Teil eines integrierten sozialen Systems. Sie haben sowohl soziale Verpflichtungen, als auch Rechte, die weit über den Projektrahmen hinaus reichen. Um die nachhaltige Wirkung eines Projekts zu garantieren, müssen Anstrengungen unternommen werden, um alle Beteiligte, die direkt oder indirekt von den geplanten Aktivitäten betroffen sind, in die Entscheidungsprozesse zu integrieren. Eine bedarfsorientierte Entwicklungszusammenarbeit, die zur Armutsbekämpfung und zur Erreichung der UN Sustainable Development Goals (SDGs) beiträgt, muss von einem breiten Konsens aller Partner getragen werden und insbesondere auf die soziale, institutionelle und auch finanzielle Nachhaltigkeit Bedacht nehmen.

## Operative Struktur
HOPE’87, mit dem Generalsekretariat in Wien, operiert über ein Netz von Länderbüros und wird in neun Ländern in Afrika (Burundi, Burkina Faso, Mali, Senegal), Asien (Bangladesch, Pakistan), Lateinamerika (Brasilien, Chile) und Osteuropa (Republik Moldau) von lokalen Ländervertretern repräsentiert, die auch von ihren jeweiligen Regierungen unterstützt werden. Als nationale Experten sind sie verantwortlich für die Identifizierung, Supervision und Evaluierung von Projekten und unterstützen die jeweiligen Projektpartner mit dem notwendigen technischen Know-how. Weiters ist es ihre Aufgabe enge Arbeitsbeziehungen zu den nationalen Regierungen und Behörden, NRO, Vertretungen internationaler Organisationen, der UN Organisationen, EU Delegationen und ECHO (EC Directorate-General for Humanitarian Aid) zu unterhalten.

## Arbeitsbereiche

### Entwicklungszusammenarbeit
Schulbildung, berufliche Ausbildung und Zugang zu Krediten
- Verbesserung der schulischen Infrastruktur
- Professionelle berufliche und technische Ausbildung
- Managementtraining und Zugang zu Mikrokrediten, insbesondere – aber nicht nur – im informellen Sektor
- Förderung von Klein- und Mikrounternehmen durch Managementschulungen, Zugang zu Krediten bei
- Neugründung und Investitionen
- Information und Beratung für einschlägige Netzwerke und Organisationen

Ländliche Entwicklung
- Nachhaltige Verwaltung und Schutz natürlicher Ressourcen
- Diversifizierung, Stabilisierung und Verbesserung ökologisch nachhaltiger Produktion durch angepassten Ressourcenschutz,
- Bildung für und spezialisierte Ausbildung von jungen Kleinbauern und Kleinbäuerinnen in landwirtschaftlicher und nicht-landwirtschaftlicher Produktion
- Zugang zu Information und Kleinkrediten

### Katastrophenschutz und Humanitäre Hilfe
Ein weiteres Augenmerk liegt auf humanitären Projekten in Kriegs- und Krisengebieten, wobei nicht nur existenziell notwendige Güter, Notunterkünfte, medizinische Hilfe und Nahrungsmittel zur Verfügung gestellt werden, sondern diese Aktivitäten immer mit weitergehenden Maßnahmen zur raschen Wiederherstellung der lokalen Infrastruktur kombiniert werden.

## Partnerschaften
- Seit dem Frühjahr 1991 ist HOPE’87 mit den Vereinten Nationen durch ein „Memorandum of Understanding“ zwischen der Republik Österreich (für HOPE’87) einerseits, sowie den Vereinten Nationen andererseits, affiliiert.
- 1992 verlieh der Generaldirektor der UNESCO HOPE’87 den Status „In Consultative Status with UNESCO“.
- Seit 1997 ist HOPE’87 mit der UNECA (United Nations Economic Commission for Africa) und der AU (Afrikanischen Union) affiliiert.
- Seit 2007 ist HOPE’87 Framework Partner von ECHO, der Generaldirektion der Europäischen Kommission für Humanitäre Hilfe.
- Seit Beginn 2008 ist HOPE’87 bei der ADA für die Durchführung humanitärer Maßnahmen akkreditiert.
- HOPE’87 ist Vorstandsmitglied der AG Globale Verantwortung, des Dachverbands österreichischer NGOs.

## Spendengütesiegel und Spendenabsetzbarkeit
HOPE’87 ist Träger des österreichischen Spendengütesiegels, der den verantwortungsvollen Umgang mit Spenden zertifiziert. Zur Bestätigung der ordnungsgemäßen Verwendung der Mittel wird die Organisation jährlich einer externen Rechnungsprüfung sowie Wirtschaftsprüfung unterzogen. Spenden an HOPE’87 sind steuerlich absetzbar.